# Edgard-Marie-Julien Cornet
Edgard-Marie-Julien Cornet, francoski general, * 1889, † 1974.